# Apophyga
Apophyga là một chi bướm đêm thuộc họ Geometridae.

## Các loài
- Apophyga altapona Holloway, 1976
- Apophyga apona (Prout, 1932)
- Apophyga griseiplaga Warren
- Apophyga sericea Warren, 1893